# Relator (canción)
«Relator» es el primer sencillo del álbum Break Up, un álbum colaborativo entre Pete Yorn y Scarlett Johansson. Fue escrita y ordenada por Pete Yorn.
El sencillo fue lanzado como descarga digital el 12 de mayo del 2009, y fue disponible sólo para Amazon.com.

## Promoción
El 10 de septiembre del 2009 Yorn y Johansson presentaron "Relator" en el programa de televisión francés "Le Grand Journal".
Pete Yorn y Sccarlett Johansson presentaron "Relator" en el episodio del 12 de octubre del 2009 del programa "The Ellen DeGeneres Show".

## Lista de canciones
iTunes Digital download
1. "Relator" (Pete Yorn & Scarlett Johansson) — 2:33
2. "I Don't Know What to Do (Demo)" (Pete Yorn) — 3:46

## Video musical
Un video musical para "Relator" fue lanzado el 12 de agosto en Yahoo! Music y subsecuentemente en VH1.
El video fue dirigido por Jim Wright, y presenta a Yorn y Johansson interactuando como una pereja mientras interpretan la canción.

## Posicionamiento
| Listas (2009)           | Posición |
| ----------------------- | -------- |
| Alemania                | 91       |
| Bélgica (Región Valona) | 10       |
| Francia                 | 19       |
| Reino Unido             | 189      |
| Suiza                   | 57       |